# Stuart Stevens
Stuart Stevens es un jinete británico que compitió en la modalidad de concurso completo. Ganó una medalla de oro en el Campeonato Mundial de Concurso Completo de 1970, y una medalla de bronce en el Campeonato Europeo de Concurso Completo de 1971.

## Palmarés internacional
| Campeonato Mundial | Campeonato Mundial     | Campeonato Mundial | Campeonato Mundial |
| Año                | Lugar                  | Medalla            | Categoría          |
| ------------------ | ---------------------- | ------------------ | ------------------ |
| 1970               | Punchestown (Irlanda)  | Medalla de oro     | Por equipos        |
| Campeonato Europeo |                        |                    |                    |
| Año                | Lugar                  | Medalla            | Categoría          |
| 1971               | Burghley (Reino Unido) | Medalla de bronce  | Individual         |